# Żukowo (gromada w powiecie kartuskim)
Żukowo – dawna gromada, czyli najmniejsza jednostka podziału terytorialnego Polskiej Rzeczypospolitej Ludowej w latach 1954–1972.
Gromady, z gromadzkimi radami narodowymi (GRN) jako organami władzy najniższego stopnia na wsi, funkcjonowały od reformy reorganizującej administrację wiejską przeprowadzonej jesienią 1954 do momentu ich zniesienia z dniem 1 stycznia 1973, tym samym wypierając organizację gminną w latach 1954–1972.
Gromadę Żukowo z siedzibą GRN w Żukowie (wówczas wsi) utworzono – jako jedną z 8759 gromad na obszarze Polski – w powiecie kartuskim w woj. gdańskim na mocy uchwały nr 17/III/54 WRN w Gdańsku z dnia 5 października 1954. W skład jednostki weszły obszary dotychczasowych gromad Glińcz, Borkowo i Żukowo (bez obszaru parcel Nr Nr 128, 129, 131, 132, 133, 134, 135, 136, 169/138, 170/137, 171/23, 172/124 i 173/126 z obrębu kat. Małkowo) ze zniesionej gminy Żukowo w tymże powiecie. Dla gromady ustalono 27 członków gromadzkiej rady narodowej.
1 stycznia 1960 do gromady Żukowo włączono miejscowości Leźno i Lniska ze zniesionej gromady Leźno w tymże powiecie.
31 lipca 1968 do gromady Żukowo włączono obszar zniesionej gromady Przyjaźń w tymże powiecie.
Gromada przetrwała do końca 1972 roku, czyli do kolejnej reformy gminnej. 1 stycznia 1973 w powiecie kartuskim w woj. gdańskim reaktywowano zniesioną w 1954 roku gminę Żukowo (od 1999 w woj. pomorskim).